# Palmiascoma
Palmiascoma is een geslacht van schimmels uit de familie Bambusicolaceae. De typesoort is Palmiascoma gregariascomum.

## Soorten
Volgens Index Fungorum telt het geslacht twee soorten (peildatum april 2022):
| Soortnaam                  | Auteur(s)           | Publicatiejaar |
| -------------------------- | ------------------- | -------------- |
| Palmiascoma gregariascomum | Phook. & K.D. Hyde  | 2015           |
| Palmiascoma qujingense     | Monkai & Phookamsak | 2021           |